# 长叶毛花忍冬
长叶毛花忍冬（学名：Lonicera trichosantha var. xerocalyx）为忍冬科忍冬属下的一个变种。